# Domenico Rossetti

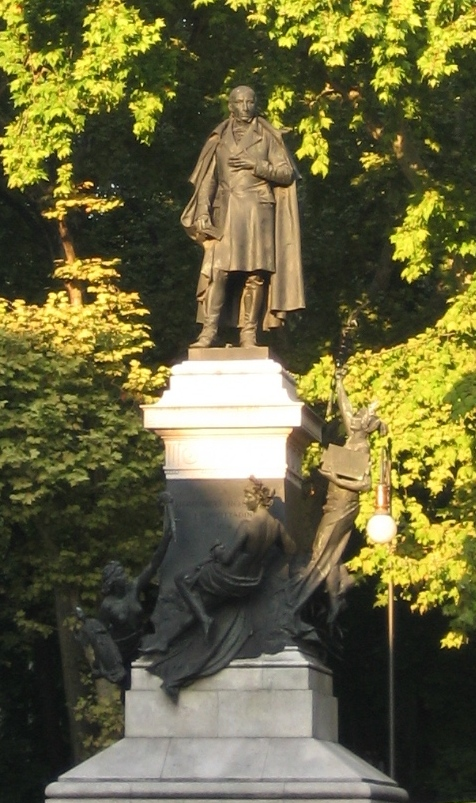
Statue von Rossetti am Triestiner Stadtpark Muzio de Tommasini

Graf Domenico Rossetti de Scander (* 19. März 1774 in Triest; † 29. November 1842 ebenda) war ein Triestiner Rechtsanwalt, Politiker und Mäzen. 

## Leben
Domenico Rossetti wurde in der zur damaligen Zeit zur Habsburgermonarchie gehörenden Hafenstadt Triest geboren. Rossettis Vater Antonio war ein reicher Triestiner Patrizier und Händler, den Kaiserin Maria Theresia 1775 in den Adel erhoben und mit dem Namenszusatz de Scander geehrt hatte. Nachdem Rossetti in Wien und Prato Rechtswissenschaften studiert hatte, promovierte er im Jahr 1800 in Graz. Er kehrte dann in seine Heimatstadt Triest zurück und eröffnete eine Rechtsanwaltskanzlei. 
Während der Besetzung Triests durch Napoleon von 1809 bis 1813 war Rossetti Mitglied des Consiglio dei Patrizi. 1818 übernahm Rossetti in der erneut zu Österreich gehörenden Gemeinde Triest das Amt des Prokurators, das er bis 1842 innehatte und wurde zunehmend politisch aktiv. In seiner Funktion vertrat Rossetti wiederholt die Interessen seiner Heimatstadt vor der österreichischen Regierung. Den Wiener Ministerien gegenüber stets respektvoll, war er mit Triest und seinen Traditionen eng verbunden. Rossetti vertrat die Idee der Italianität Triests, jedoch unter dem Dach der Habsburgermonarchie und nicht als Bestandteil eines italienischen Nationalstaates, wie es das Ziel der liberalnationalen Irredenta war. 
Rossetti starb am 29. September 1842 in Triest. Sein Besitz wurde zum Großteil der Stadt Triest vermacht. 
Am 25. Juli 1901 wurde im Triestiner Stadtpark Gardino Pubblico Muzio de Tommasini, in dem die Büsten berühmter Bürger der Stadt Triest aufgestellt sind, ein Denkmal von Augusto Rivalta und Antonio Garella zu Ehren von Rossetti errichtet.

## Förderer von Kunst und Kultur
Rossettis Verbundenheit mit Triest und seine Begeisterung für die italienische Kunst und Kultur zeigte sich auch in seinen zahlreichen kulturellen Aktivitäten: 
- Gründung der Società di Minerva: Am 1. Januar 1810 gründete er die Società di Minerva, eine Gesellschaft, die es sich zur Aufgabe machte, Kunst und Literatur sowie die Geschichte der Stadt Triest zu pflegen. Unter der Leitung von Rossetti gründete die Società di Minerva 1829 die wissenschaftliche Zeitschrift Archeografo Triestino und veröffentlichte unter Mitwirken des Historikers Pietro Kandler in regelmäßigen Abständen Artikel über die Triestiner Vergangenheit.

- Sammlung über Petrarca und Piccolomini: Rossetti widmete zwei Bereiche seiner Privatbibliothek den Büchern und Kunstwerken, die einen Bezug zu Francesco Petrarca und Enea Silvio Piccolomini haben. Letzterer war von 1447 bis 1449 Bischof von Triest und ab 1458 Papst Pius II. Nach Rossettis Tod wurde die Sammlung 1842 der Stadtbibliothek von Triest gestiftet.

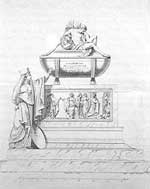
Entwurf des Denkmals zu Ehren von Johann Joachim Winckelmann

- Untersuchung des Mordes an Johann J. Winckelmann: Bereits 1808 initiierte Rossetti eine akribische Untersuchung des 40 Jahre zurückliegenden Mordes an Johann Joachim Winckelmann, des Begründers der wissenschaftlichen Archäologie, der in Triest  von Francesco Arcangeli ermordet worden war. Rossettis Schilderungen von Winckelmanns letzter Lebenswoche riefen dessen Tod in Erinnerung, der in der Zwischenzeit in Vergessenheit geraten war. Seine Beschreibungen und seine Sammlung der Triestiner Gerichtsakten liegen heute gedruckt vor.[1] Des Weiteren beauftragte Rossetti den Bildhauer Antonio Bosa und dessen Lehrer Antonio Canova mit der Konzeption eines Denkmals zur Erinnerung an Winckelmann, das im Jahre 1822 vollendet und 1833 im Friedhof der Kathedrale von Triest, dem heutigen Lapidarium, aufgestellt wurde.

- Lapidarium: Neben dem Denkmal für Johann J. Winckelmann sind im Triestiner Lapidarium heute zahlreiche historische Kunstschätze und antiken Erinnerungsstücke zu begutachten, die auf Veranlassen von Rossetti angesammelt und aufgestellt wurden.

- Viale XX Settembre: 1808 ließ Rossetti auf seine eigenen Kosten einen Spazierweg am Triestiner Aquädukt anlegen, die heutige Viale XX Settembre.

## Schriften
- Domenico de Rossetti: Johann Winckelmann’s letzte Lebenswoche. Ein Beitrag zu dessen Biographie. Aus den gerichtlichen Originalacten des Kriminalprozesses seines Mörders Arcangeli. Hrsg. von Dom. v. Rossetti. Mit einer Vorrede von Böttiger und einem facsimile Winckelmann’s. Dresden 1818 (Digitalisat).
- Domenico de Rossetti: Il sepolcro di Winckelmann in Trieste. Venedig 1823 (Digitalisat).